# Ernie Collett
Ernest John (Ernie) Collett  (Toronto, 3 maart 1895 - Toronto, 21 december 1951) was een Canadese ijshockeydoelman. Collett mocht met zijn ploeg de Toronto Granites Canada vertegenwoordigen op de Olympische Winterspelen 1924 in het Franse Chamonix. Collett won met zijn ploeggenoten de gouden medaille. Collett was tijdens de spelen de reservedoelman en mocht tijdens de openingsceremonie de Canadese vlag dragen. Na zijn actieve carrière werd Collett scheidsrechter.